# Tormenta (canción de Coral Segovia)
«Tormenta» es el tercer sencillo de Coral Segovia, que se lanzó a principios del año 2003 cuando empezaba su promoción por Andorra, país donde su música tuvo gran repercusión. 

## Desarrollo
Inicialmente este tema comenzaba con una pequeña suite instrumental, hasta que surgió la idea de incluir sonidos de trompeta.
En la base rítmica hay mil detalles que aportó el músico Javier Portugués con sus percusiones, aparte de los ruidos incidentales resampleados que se grabaron en estudio; Javier grabó varias pasadas de las rumberas, y ya en el estudio a base de previos y reverb se consiguió el sonido final.
Se agregaron varias capas de armonía muy suaves que se pueden escuchar en las estrofas. A lo cual se agregaron también capas de guitarras del músico Josete.
Una de las partes más complejas de la canción fueron los coros, inicialmente grabados por Coral. Se agregaron más en voces de Vicky y Luisi Bodega en los estudios de Eurosonic. Curiosamente se terminó utilizando más pistas de las demos que de las definitivas, lo que demuestra que no siempre lo más caro suena mejor. 
En lo referente a los sintes, en este tema casi todo está hecho con los sonidos del módulo JV-2080 de Roland y con unas muestras de Matrix 1000 que atesoraba desde mis tiempos en Valencia. Estos sonidos en la canción casi siempre andan arpegiándose y entrelazándose. Lo más complejo tal vez sea la programación de las cuerdas, mezcla de librería de sampler y sinte. 
Otra curiosidad es lo que dice Coral en la parte extendida, pues esa palabra, "muévelo", es la que llamó la atención en una demo suya. Existe también un radio edit que se distribuyó a las emisoras de radio dentro de otro CD single promocional.

## Créditos
- Una producción dirigida y realizada por Juan Belmonte y Abel Arana (Pumpin' Dolls) para Sony Music Entertainment Spain, S.L.
- Guitarras: Josete. Timbales: Portu.
- Coros: Vicky y Luisi Bodega, Coral, Pumpin' Dolls.
- Mezclado por Pumpin' Dolls en Fullhouse Studios
- Mastering: Fernando Alvarez en Eurosonic Mastering.
- Remix y producción adicional por Juan Belmonte y Abel Arana (Pumpin' Dolls) en Fullhouse Studios, Madrid.

- Datos: Q6149198